# Фланн О’Брайен
Фланн О’Брайен (англ. Flann O’Brien, наст. имя Бриан О’Нуаллан, Brian Ó Nuallain, англ.  Brian O'Nolan; 5 октября 1911, Страбан, графство Тирон — 1 апреля 1966, Дублин) — ирландский прозаик и журналист. Писал на английском и ирландском языках. Известность принесли романы «О водоплавающих» (At-Swim-Two-Birds), «Поющие Лазаря» (An Béal Bocht) и «Третий полицейский» (The Third Policeman). Вёл также сатирическую колонку в газете «Irish Times» под псевдонимом Майлз на Гапалинь (Myles na gCopaleen).

## Биография
Родился в католической ирландскоязычной семье; третий из двенадцати детей таможенно-акцизного чиновника Михала О’Нуаллана (1875—1937 гг.), увлекавшегося идеями Ирландского возрождения начала XX столетия. Из-за постоянных, связанных со службой переездов старшего О’Нуаллана Бриан пошёл в школу Братьев Христовых на улице Синга в Дублине только в 12 лет. Относился к первому поколению ирландцев, получивших образования после введения системы, в которой присутствовало достаточно серьёзное преподавание гэльского ирландского языка. С 1927 учился в Блэкрок-колледже, с 1929 по 1935 учился в Университетском колледже Дублинского университета, где изучал латынь, немецкий язык, логику, английский и ирландский языки. В 1932 получил степень бакалавра, а в 1935 — степень магистра, представив диссертацию на тему современной ирландскоязычной поэзии о природе. Сразу же по окончании университета поступает на государственную службу в должности младшего администратора. Чиновничья карьера О’Нуаллана оборвалась в 1953, когда он был уволен с должности секретаря министра по делам регионального управления, — по причине прогрессирующего алкоголизма. Последовали годы запоев, депрессий и случайных заработков, в том числе работы на радио. Уже будучи серьёзно болен, он начал писать ещё один, последний роман, Slattery’s Sago Saga, который остался незавершённым. Флэнн О’Брайен умер от рака 1 апреля 1966 в Дублине.

## Творчество
Литературная карьера О’Брайена началась в 1939 с публикацией романа «О водоплавающих». Это комический антироман, испытавший ощутимое влияние Стерна и Джойса, многоуровневая постройка из фэнтези, пародии и ирландской мифологии. Здесь впервые использован излюбленный метод О’Брайена — роман внутри романа: безымянный повествователь, молодой дублинский студент без определённых жизненных целей, пишет роман об эксцентричном писателе Дермоте Треллисе, попутно описывая в натуралистических подробностях студенческую жизнь; в свою очередь, Дермот Треллис тоже пишет роман, персонажи которого, включая легендарного ирландского героя Финна Мак-Кула, скоро начинают жить своей жизнью и устраивают суд над своим творцом; в повествование активно вмешиваются обитатели «соседних ярусов» — злой дух Пука, Добрая Фея и др. Хотя роман был высоко оценен Джойсом и Беккетом, в современную классику он был записан только после переиздания в 1960. К несчастью, следующий роман О’Брайена «Третий полицейский», сюрреалистическая фантазия на грани сна и яви, был отвергнут всеми издательствами, и разочарованный автор больше не предпринимал попыток его издать. Произведение было опубликовано только после смерти О’Брайена, в 1967, и ныне признано его шедевром. Сюжет романа построен вокруг убийства фермера, совершённого главным героем и его соучастником, и снова развивается на нескольких уровнях, включающих гротескное видение потустороннего мира и отрывки из псевдоученой прозы эксцентричного философа по имени Де Селби. Несмотря на комические описания, атмосфера этого иррационального, сновидческого произведения темна и угрожающа. Тем контрастнее атмосфера следующего романа О’Брайена, «Поющие Лазаря», единственного его романа на ирландском языке, который появился в 1941. Это — озорная, лукавая сатира на литературу Ирландского возрождения, высмеивающая тематику и стиль ирландскоязычных авторов, чьи произведения часто идеализировали прошлое и деревенский быт. При жизни О’Брайена опубликованы также романы «Трудная жизнь» (1961) и «Архив Долки» (1964).

## Основные произведения
- О водоплавающих[англ.] (также переведён как «Злой дух Пука, Добрая Фея, царь Свиини, я и мой дядя», At Swim-Two-Birds, 1939, рус. пер. 1998, 2000)
- Поющие Лазаря, или На редкость бедные люди (An Béal Bocht, 1941; The Poor Mouth: A Sad Story about the Poor Life. Trans. Patrick C. Power. London: Hart-Davis, MacGibbon, 1973 (рус. пер. 2003)
- Faustus Kelly. Dublin: Cahill, 1943
- Трудная жизнь (The Hard Life: An Exegesis of Squalor. London: MacGibbon and Kee, 1961, рус. пер. 2000)
- Архив Долки[англ.] (The Dalkey Archive. London: MacGibbon and Kee, 1964, рус. пер. 2017)
- Третий полицейский[англ.] (также переведён как «А где же третий?»; The Third Policeman, 1941. London: MacGibbon and Kee, 1967, рус. пер. 1997, 1999)
- Лучшее из Майлза. Избранное из «Крушкин Лан» (The Best of Myles: A Selection from Cruiskeen Lawn. Ed. Kevin O’Nolan. London: MacGibbon and Kee, 1968, рус. пер. 2016)
- Stories and Plays. London: Hart-Davis, MacGibbon, 1973.
- Further Cuttings from the Cruiskeen Lawn. London: Hart-Davis, 1976.
- The Various Lives of Keats and Chapman and the Brother. London: Hart-Davis MacGibbon, 1976.
- The Hair of the Dogma. Ed. Kevin O’Nolan. London: Hart-Davis MacGibbon, 1977.
- A Flann O’Brien Reader. Ed. Stephen Jones. New York: Viking, 1978.
- Myles away from Dublin. Ed. Martin Green. London: Granada, 1985.
- Myles Before Myles: A Selection of Earlier Writings of Brian O’Nolan. Ed. John Wyse Jackson. London: Grafton Books, 1988.
- Rhapsody in Stephen’s Green: The Insect Play. Ed. Robert Tracy. Dublin: Lilliput Press, 1994.
- At War: Myles na gCopaleen 1940—1945. Ed. John Wyse Jackson. London: Duckworth, 1999.

## Публикации на русском языке
- А где же третий? Роман /Пер. А. Панасьева. Киев, Ника-Центр, 1997
- Злой дух Пука, Добрая Фея, царь Свиини, я и мой дядя: Роман /Пер. А. Панасьева. Киев, Ника-Центр, 1998
- Поддача в туннеле: Эссе //Пер. А. Ливерганта. Иностранная литература, 1997, № 11 (На сайте Журнального зала)
- Третий полицейский: Роман /Пер. М. Вассермана. М., Текст, 1999
- Театр — массам. Библиотека: Рассказы /В кн.: Ничего смешного. Антология. М.: НЛО, 1999
- О водоплавающих. Трудная жизнь: Романы / Пер. В. Симонова и В. Черныша. СПб., Симпозиум, 2000
- Поющие Лазаря, или На редкость бедные люди. Скверный рассказ о дурных временах: Роман /Пер. А. Коростелевой. Спб., Симпозиум, 2003
- Театр — массам. Библиотека. Поддача в туннеле: Рассказы /В кн.: В Англии все наоборот. Антология английского юмора. М.: Б. С. Г.-Пресс, 2006
- Брат Джона Даффи. Мученический венец: Рассказы // Пер. В. Вотрина// На сайте журнала TextOnly
- Третий полицейский: Роман / Пер. Е. Суриц. М., Текст, 2013
- Лучшее из Майлза: Сборник / Пер. Ш. Мартыновой, М.: Додо Пресс, Фантом пресс, 2016
- Архив Долки: Роман / Пер. Ш. Мартыновой, М.: Додо Пресс, Фантом пресс, 2017
- У Плыли-Две-Птицы / Пер. Ш. Мартыновой, СПб.: Подписные издания, 2022